# Измайловское городское поселение
Изма́йловское городско́е поселе́ние — муниципальное образование в составе Барышского района Ульяновской области. Административный центр — рабочий посёлок Измайлово. Поселение занимает территорию 20762 Га. Основная специализация деятельности населения — сельскохозяйственное производство и деревообрабатывающая промышленность.

## Население
| 2010  | 2012  | 2013  | 2014  | 2015  | 2016  | 2017  |
| ----- | ----- | ----- | ----- | ----- | ----- | ----- |
| 2946  | ↘2828 | ↘2783 | ↘2731 | ↘2676 | ↘2615 | ↘2543 |
| 2018  | 2019  | 2020  | 2021  |       |       |       |
| ↘2465 | ↘2363 | ↘2302 | ↗2334 |       |       |       |

Национальный состав территории: русские, мордва, татары, чуваши.

## Состав городского поселения
В состав поселения входят 5 населённых пунктов: 1 рабочий посёлок и 4 села.
| № | Населённый пункт  | Тип населённого пункта                  | Население |
| - | ----------------- | --------------------------------------- | --------- |
| 1 | Измайлово         | рабочий посёлок, административный центр | ↗2021     |
| 2 | Ляховка           | село                                    | 96        |
| 3 | Новая Ханинеевка  | село                                    | 148       |
| 4 | Старая Измайловка | село                                    | ↘98       |
| 5 | Старая Ханинеевка | село                                    | 110       |

## Природно-климатические условия
Преобладает континентальный климат умеренных широт с умеренно холодной, снежной зимой и тёплым летом. Для данного типа климата характерны случающиеся глубокие климатические аномалии, например, резкие температурные контрасты
Среднегодовая температура: + 3,8 °C
Абсолютная минимальная температура: −48 °C
Абсолютная максимальная температура: +40 °C
Среднегодовая сумма осадков: 452 мм, в том числе в летний период — 251 мм
Суточный максимум осадков: Н1% = 84 мм
Расходы ливневых паводков: Q1% = 23,7м³/сек, Q5% = 15,2 м³/с;
Запас продуктивной влаги в 1 м слоя почвы к началу весеннего сева: 90-110мм
Глубина промерзания почвы средняя: 98 см
Глубина промерзания почвы максимальная: 131 см
Продолжительность безморозного периода: от 133 до 145 дней
Продолжительность вегетационного периода: от 130 до 140 дней
Пастбищный период: 183 дня.

## Рельеф
Поселение расположено на южном склоне Приволжской возвышенности, в узком месте находится на водораздельном плато между реками Барыш, Свияга и другими речками. Абсолютная высота территории над уровнем моря — 320 метров.

## Гидрография
На западе территории поселения частично протекает р. Барыш, на северо — западе протекает через село Ляховка — р. Мурка, которая берет начало в лесу, на юге, с запада на восток, протекает р. Мачкалейка, через р.п. Измайлово протекает ручей Чевиль.

## Редкие виды флоры и фауны
В Измайловском городском поселении из «Красной книги» встречаются следующие растения: клюква болотная, росянка круглолистная, рябчик русский, ландыш майский, сон-травка и другие. Из животных в «Красную книгу» занесены: европейский байбак, серый журавль, орел-могильщик. дрофа, балабан,